# Groter Taung
Groter Taung (Afrikaans:Groter Taung Plaaslike Munisipaliteit; Engels: Greater Taung Local Municipality) is een gemeente in het Zuid-Afrikaanse district Dr Ruth Segomotsi Mompati.
Groter Taung ligt in de provincie Noordwest  en telt 177.642 inwoners.

## Hoofdplaatsen
Het nationaal instituut voor de statistiek, Stats SA, deelt sinds de census 2011 deze gemeente in in 66 zogenaamde hoofdplaatsen (main place):
Boipelo • Choseng • Dikhuting • Dry Harts • Gamokuane • Gataote • Graspan • Greater Taung NU • Kameelputs • Kgomotso • Khaukhwe • Khudutlou • Kokomeng • Leshobo • Longaneng • Losasaneng • Loselong • Lower Majeakgoro • Madipelesa • Madithamage • Maganeng • Magogong • Mamashokwane • Mammutla • Manokwane • Manthathabe • Manthe • Maphoitsile • Matlapaneng • Matolong • Matshelapane • Matsheng • Mhole • Modimong • Modutung • Mogopela • Mokasa • Mokgareng • Molelema • Moretele • Morokweng A • Motakaneng • Mothanthanyaneng • Motsweding • Myra • Norlim • Ntswanahatshe • Pampierstad • Pitsong • Pudimoe • Pudumoe • Rietfontein • Rooiwal • Sekhing • Seoding • Shaleng • Tabasikwa • Taung • Thomeng • Thota Ya Tau • Tlapeng A • Tlapeng B • Tobias • Tsokonyane • Upper Majeakgoro • Xhonyane.